# Terval
Terval est depuis le 1er janvier 2023 une commune nouvelle française située dans le département de la Vendée, en région Pays de la Loire.

## Géographie

### Communes limitrophes
Les communes limitrophes sont Saint-Pierre-du-Chemin, Moncoutant-sur-Sèvre, Saint-Paul-en-Gâtine, Le Busseau, Saint-Hilaire-de-Voust, Loge-Fougereuse, La Châtaigneraie, Saint-Maurice-le-Girard et Cheffois.
| Cheffois         | Saint-Pierre-du-Chemin | Moncoutant-sur-Sèvre               |
| La Châtaigneraie | Terval                 | Saint-Paul-en-Gâtine (Deux-Sèvres) |
| Loge-Fougereuse  | Saint-Hilaire-de-Voust | Le Busseau (Deux-Sèvres)           |

## Urbanisme

### Typologie
Au 1er janvier 2024, Terval est catégorisée commune rurale à habitat dispersé, selon la nouvelle grille communale de densité à sept niveaux définie par l'Insee en 2022.
Elle appartient à l'unité urbaine de La Châtaigneraie, une agglomération intra-départementale regroupant deux  communes, dont elle est une commune de la banlieue,,. Par ailleurs la commune fait partie de l'aire d'attraction de La Châtaigneraie, dont elle est une commune du pôle principal,. Cette aire, qui regroupe 10 communes, est catégorisée dans les aires de moins de 50 000 habitants,.

## Toponymie
Le nom de la commune a été choisi à la suite d’une consultation de la population des trois anciennes communes ayant exprimé une centaine de possibilités de dénominations. Une commission tripartite paritaire a retenu cinq noms, dont celui de Terval. Ter- est une référence au mot territoire et au chiffre 3 et val à la dimension vallonnée de la commune nouvelle,.

## Histoire
Des découvertes certifient la présence de peuplements très anciens. Le centre-bourg situé en hauteur sur un plateau aurait accueilli un forum gallo-romain. À la Brossardière se tenait un oppidium celtique.
La commune[Laquelle ?] est connue pour avoir subi un massacre en 1595 causant la mort de 31 personnes.
L'une des anciennes communes, La Tardière est traversée par de multiples souterrains.
À la suite de l'arrêté préfectoral du 16 décembre 2022 portant création d'une commune nouvelle, Terval est créée au 1er janvier 2023 par regroupement entre les communes de La Tardière, de Breuil-Barret et de La Chapelle-aux-Lys,. Son chef-lieu est situé sur la commune de La Tardière.

## Politique et administration

### Communes fondatrices
| Nom                 | Code Insee | Intercommunalité               | Superficie (km2) | Population (dernière pop. légale) | Densité (hab./km2) |
| ------------------- | ---------- | ------------------------------ | ---------------- | --------------------------------- | ------------------ |
| La Tardière (siège) | 85289      | CC du Pays de la Châtaigneraie | 20,48            | 1 332 (2020)                      | 65                 |
| Breuil-Barret       | 85037      | CC du Pays de la Châtaigneraie | 14,74            | 579 (2020)                        | 39                 |
| La Chapelle-aux-Lys | 85053      | CC du Pays de la Châtaigneraie | 10,56            | 259 (2020)                        | 25                 |

### Liste des maires
| Période        | Période  | Identité       | Étiquette | Qualité                                                      |
| -------------- | -------- | -------------- | --------- | ------------------------------------------------------------ |
| 6 janvier 2023 | En cours | Damien Crabeil | DVD       | Chef d’entreprise Maire délégué de la Tardière (depuis 2023) |

## Population et société

### Démographie
L'évolution du nombre d'habitants est connue à travers les recensements de la population effectués dans la commune depuis sa création.

En 2022, la commune comptait 2 173 habitants.
| 2019  | 2020  | 2021  | 2022  |
| ----- | ----- | ----- | ----- |
| 2 177 | 2 170 | 2 168 | 2 173 |

À la création de la commune en janvier 2023, Terval comptait 2 222 habitants.
Ses habitants sont les Tervalois et Tervaloises.

## Culture locale et patrimoine

### Lieux et monuments

#### La Chapelle de la Brossardière

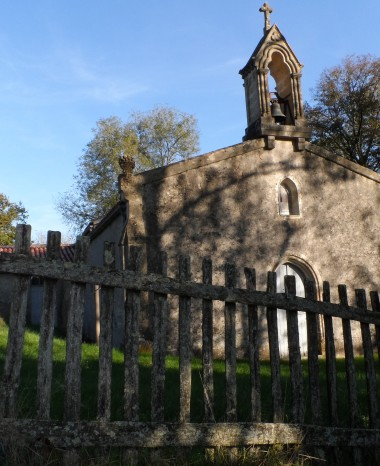
Vue extérieure

La chapelle de la Brossardière est un lieu de pèlerinage annuel. Elle s'est édifiée en lieu et place d'un ancien temple, sur un site vallonné, où un massacre de protestants par des catholiques se déroula. Le 13 août 1595, en pleine Guerre des Religions en France, des extrémistes viennent envahir la Brossardière, où le pasteur Moreau assume le prêche dans le temple où sont assemblés 230 fidèles. 45 cavaliers y massacrent une population sans défense, causant la mort de 31 hommes et enfants. Le temple sera détruit vers 1670, les biens seront saisis. En 1687, l’abbé Normandin, curé prieur de La Tardière, achète la Brossardière. Une chapelle y sera construite. La chapelle a été incendiée en 1793 puis sera vendue comme bien national au citoyen Etienne Giraud. En 1824, elle revient à la commune de La Tardière. Sur un coteau se trouve l'entrée d'un souterrain qui devait se diriger vers le nord-est où était bâti le temple protestant.

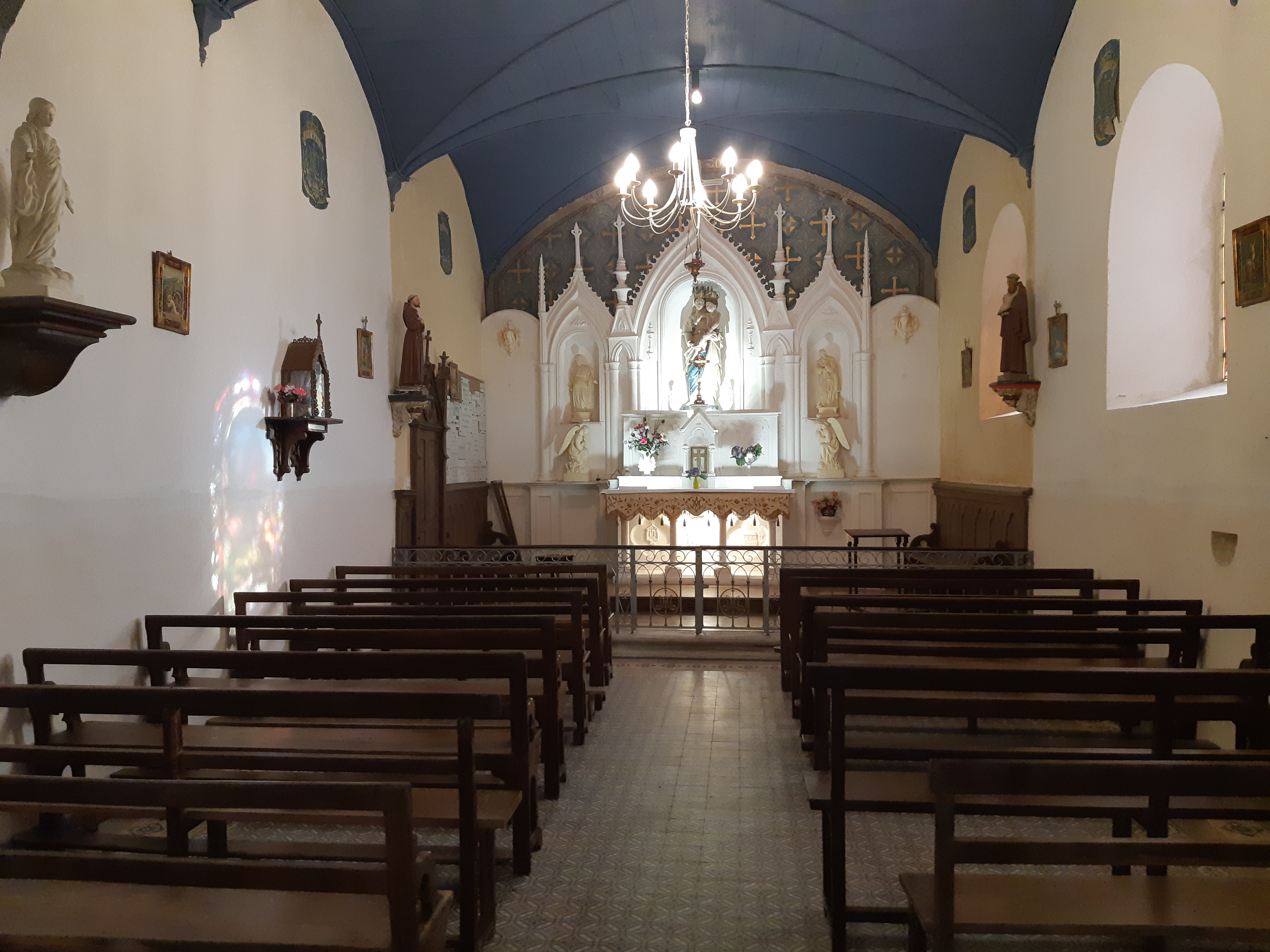
Vue intérieure

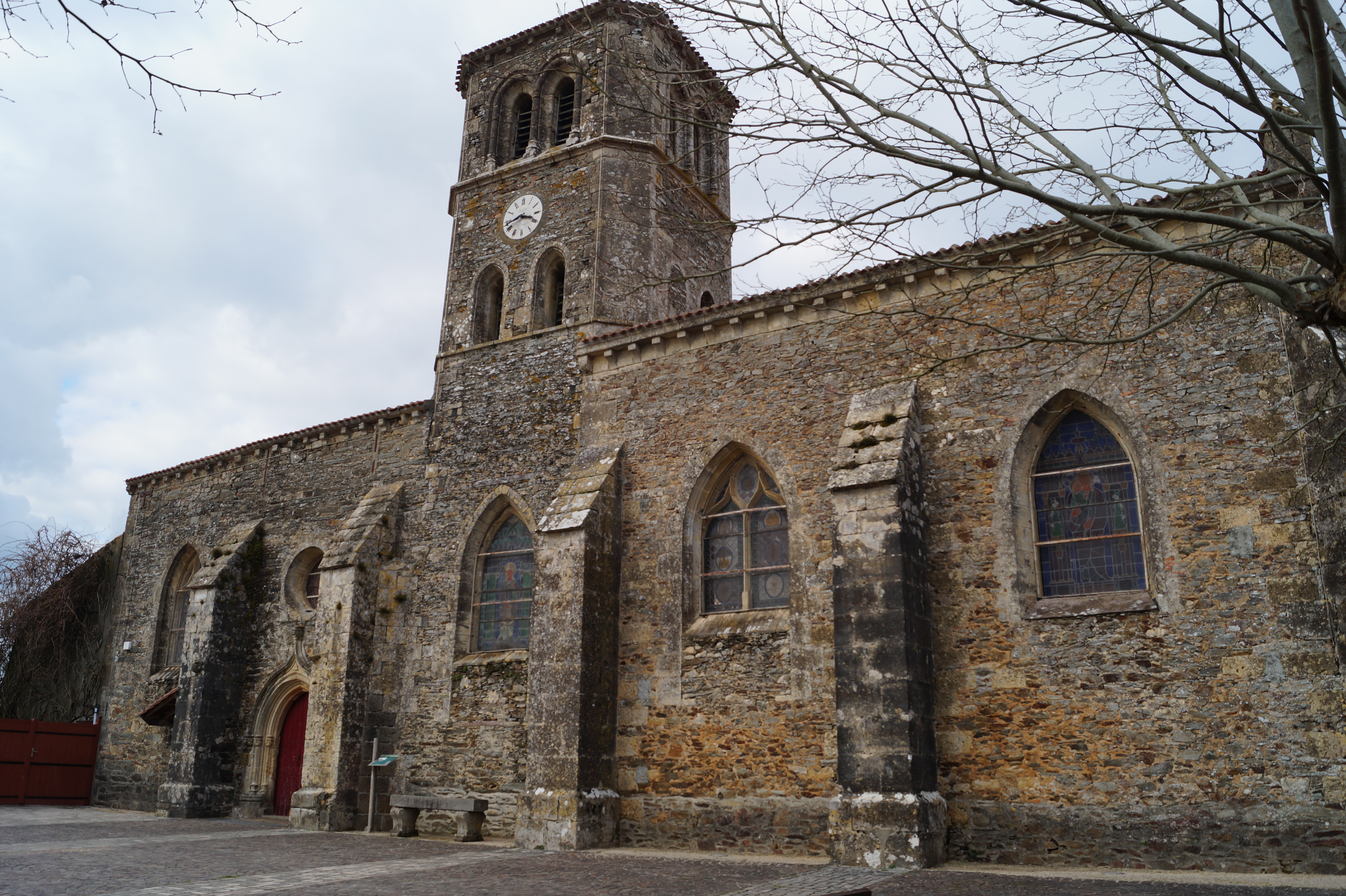
L'église Sainte-Quitterie

#### L'église Sainte-Quitterie
L'église Sainte-Quitterie date du XIVe siècle et les soubassements du clocher du XIIe siècle. L'église est pillée par les protestants en 1568 et vendue par le prieuré en 1795 comme bien national. Elle a été rendue gratuitement à la commune en 1824 après avoir servi pendant des années de grange à fourrages. L'église Sainte-Quitterie est alors délabrée. En 1836, l'abbé Giron a alors rénové les bancs, la chaire, les confessionnaux, la sainte Table avec l'aide de ses paroissiens. Trois cloches ont été placées en 1864 ; un autel en pierre fut monté en 1879. C'est lors d'une restauration, qu'une pierre tombale a été déplacée pour être installée au seuil de l'église, à l'entrée de la grande porte. Cette plaque indique « Cy gist le corps de maître Henry Louis Moreau, prêtre prieur de ce lieu, licencié en théologie, âgé de 57 ans, décédé le 10 avril 1739. Prie dieu pour le repos de son âme ». L'église Sainte-Quitterie possède une reproduction du tableau « La descente de croix de Rubens » et des reliques y sont présentées.

#### La Base de loisirs de l'Étruyère

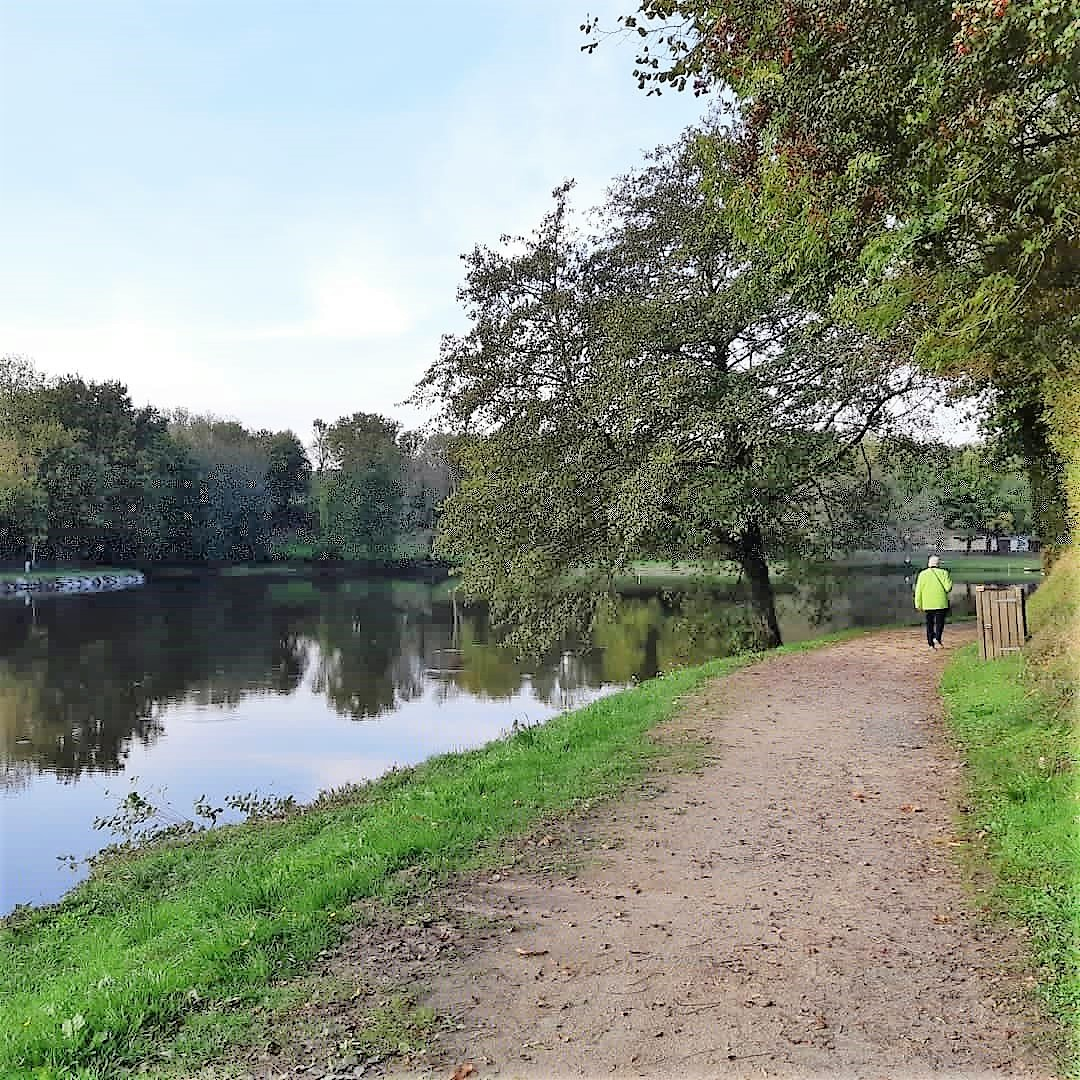
Lac de l'Etruyère

La base de loisirs de l'Étruyère comporte un plan d'eau artificiel de 4,5 hectares, creusé à l'emplacement d'un ancien village abandonné dénommé « Pigalle ». Créé en 1974, le site s'étoffe rapidement d'une cafétéria, d'un camping, d'une piscine et de jeux en plein air. Longtemps publique et géré par des associations, la municipalité vend les infrastructures à une gérance privée en 2011. Le plan d'eau, lui, appartient toujours à la municipalité.

#### Le viaduc de Coquilleau
Le viaduc de Coquilleau culmine à 52 mètres de haut et a été construit dans les années 1880 et exploité par la SNCF de 1938 à 1989. Long de 128 mètres, il enjambe la rivière La Mère et trouve ses fondations dans une barre de grès blanc. Il est situé sur l'ancienne ligne de chemin de fer de Breuil-Barret à Velluirre ; avec le viaduc de Baguenard (construit en fer et en pierre par la société Eiffel) situé à Vouvant, il est l'un des deux viaducs de la ligne ferroviaire.

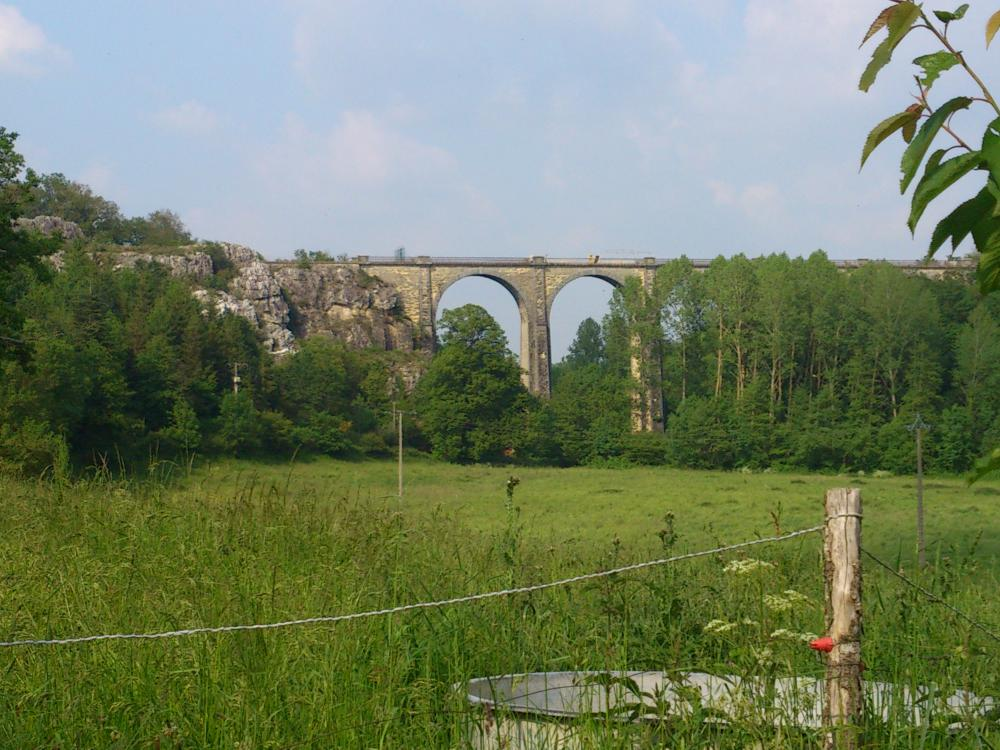
Viaduc de Coquilleau

Le pont aux sept arches traverse trois communes : Terval, La Châtaigneraie, et Le Breuil-Barret. Il s'est transformé en un passage piétonnier pendant plusieurs années avant d'être sécurisé et fermé aux promeneurs. Il appartient aujourd'hui à une société de saut à l'élastique.

### Personnalités liées à la commune[modifier | modifier le code]
- Augustin de Hargues (D'Etiveau), figure des guerres de Vendée, naquit à la Tardière au XVIIIe siècle.

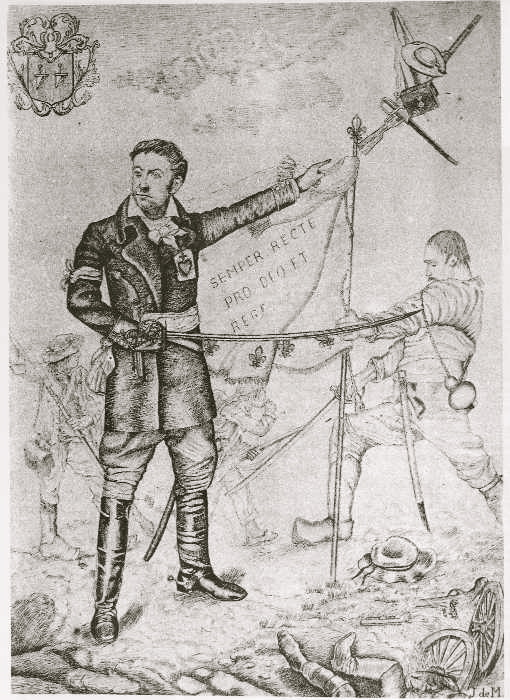
Illustration représentant Augustin de Hargues